# Cambes (Lot)
Cambes – miejscowość i gmina we Francji, w regionie Oksytania, w departamencie Lot.
Według danych na rok 1990 gminę zamieszkiwało 258 osób, a gęstość zaludnienia wynosiła 39 osób/km² (wśród 3020 gmin regionu Midi-Pireneje Cambes plasuje się na 806. miejscu pod względem liczby ludności, natomiast pod względem powierzchni na miejscu 1356.).